# ブレスラウ・ユダヤ教神学院

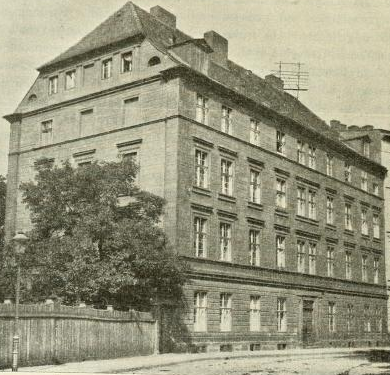
ブレスラウ・ユダヤ教神学院 1904

ブレスラウ・ユダヤ教神学院（Das Jüdisch-Theologisches Seminar (Fränckelscher Stiftung), The Jewish Theological Seminary of Breslau）は、1854年ヨーナス・フレンケル Jonas Fränckel の尽力によりブレスラウに開設された、主にラビの養成をする機関。
アメリカのユダヤ教神学院の前身。
商業顧問官（Commercial Councilor, Kommerzienrath）のフレンケルは、ラビの家系で、裕福な学士でもあり、
慈善と育成の目的のために献身し、ラビ育成とユダヤ教教師の学校を創設するための遺産を残した。
フレンケルはブレスラウの信徒協会の議長でもあり、遺産から感化されたことを疑わなかったアーブラハム・ガイガーの熱心な支持者でもあった。フレンケルは恐らくガイガーを施設の学長とするつもりであった（ガイガー "Leben in Briefen", p. 129, Berlin, 1878）。
フレンケルの遺言執行者たちは、急進的な観点は信徒協会と信頼関係を保てないのではないかと考え、その結果、保守的といわれるプラハ出身のラビ・ツァハリアス・フランケルを初代学長として呼び寄せた（1853年2月7日）。
フランケルはハインリヒ・グレーツ、ヤーコプ・ベルナイス、マーヌエル・ヨーエル Manuel Joël、ベネディクト・ツッカーマン Benedict Zuckermann らを教授として迎えた。

## 活動予定とスタッフ
ラビ学院で行われた学科は次の通り：
学長（"Director"）によるタルムード文学、グレーツによる歴史と（ミクラーの）解釈、ベルナイスによる哲学と宗教、
ヨーエルによる講和術（homiletics）とミドラーシュ文学、資料管理者でもあったツッカーマンによるユダヤ暦。